# Amara (Percosia)
Amara (Percosia) – podrodzaj rodzaju Amara, chrząszczy z  rodziny biegaczowatych i podrodziny Pterostichinae.

## Taksonomia
Takson opisał w 1832 roku Elwood Curtin Zimmerman. Gatunkiem typowym jest Amara sicula Dejean, 1831.

## Występowanie
Podrodzaj przede wszystkim palearktyczny z jednym gatunkiem nearktycznym. Do fauny europejskiej należą 3 gatunki. W Polsce występuje tylko Amara equestris.

## Systematyka
Do tego podrodzaju należy 6 opisanych gatunków:
- Amara equestris (Duftschmid, 1812)
- Amara infuscata Putzeys, 1866
- Amara obesa (Say, 1823)
- Amara perabdita Antoine, 1941
- Amara reichei Coquerel, 1859
- Amara sicula Dejean, 1831